# الانتخابات العامة في البوسنة والهرسك 2018
الانتخابات العامة في البوسنة والهرسك 2018 أجريت الانتخابات العامة في البوسنة والهرسك في 7 أكتوبر 2018، أدلى المصوتون بأصواتهم لانتخابات مجلس الرئاسة البوسني ومجلس النواب، فضلا عن رؤساء الهيئات التشريعية في الكيانين (اتحاد البوسنة والهرسك وجمهورية صرب البوسنة).

## النظام الانتخابي
يتم انتخاب الأعضاء الثلاثة في مجلس الرئاسة البوسني عن طريق التعددية، في جمهورية صرب البوسنة الناخبون يقومون بانتخاب ممثل الصرب، بينما في اتحاد البوسنة والهرسك يقوم الناخبون بانتخاب العضوين الذين يمثلان البوشناق والكروات، يتم انتخاب أعضاء مجلس النواب الـ 42 عن طريق التمثيل النسبي المفتوح في دائرتين، اتحاد البوسنة والهرسك وجمهورية صرب البوسنة.